# Słoboda (osada)
Słoboda (swoboda) – na Ukrainie i w Rosji nowo powstała osada z własnym samorządem, której właściciel (państwo, kościół lub szlachta) zwalniał na określony czas (15–25 lat) ze świadczeń materialnych i robocizny.
Po zakończeniu okresu wolnizny mieszkańcy tracili swoją niezależność. Najwięcej słobód powstało w I połowie XVII wieku na Lewobrzeżnej i Prawobrzeżnej Ukrainie. W Rosji najwięcej słobód powstało w latach 30. i 40. XVII wieku na południowych krańcach Carstwa Rosyjskiego, z ludności przesiedlającej się z Prawobrzeżnej i Lewobrzeżnej Ukrainy (Ukraina Słobodzka).
Na początku XX wieku słobodami na Ukrainie nazywano większe wsie, jak również przyfabryczne osiedla niemające statusu miasteczka.